# Krähenbeerenblättriges Johanniskraut

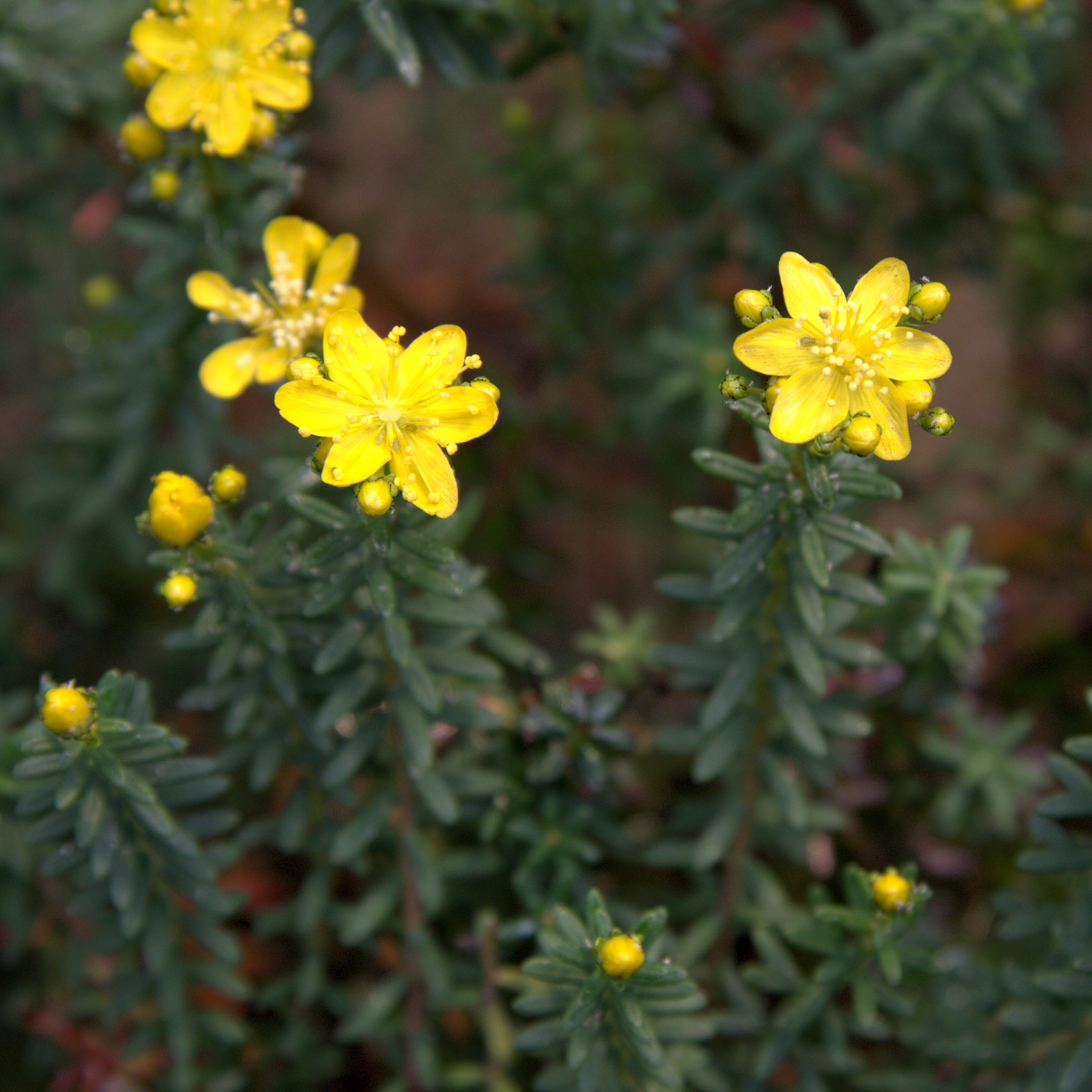
Hypericum empetrifolium subsp. oliganthum

Das Krähenbeerenblättrige Johanniskraut (Hypericum empetrifolium) ist eine Pflanzenart aus der Gattung der Johanniskräuter (Hypericum).

## Merkmale
Das Krähenbeerenblättrige Johanniskraut ist ein Zwergstrauch, der Wuchshöhen von 10 bis 60 Zentimeter erreicht. Die Blätter stehen zu dreien quirlständig an den Sprossachsen. Die Kelchblätter sind eiförmig und weisen am Rand schwarze, ungestielte Drüsen auf. Es sind achselständige Blattsprosse vorhanden. Die Kapsel besitzt schiefe Bläschen.
Die Blütezeit reicht von April bis August, selten bis Oktober.
Die Chromosomenzahl beträgt 2n = 18.

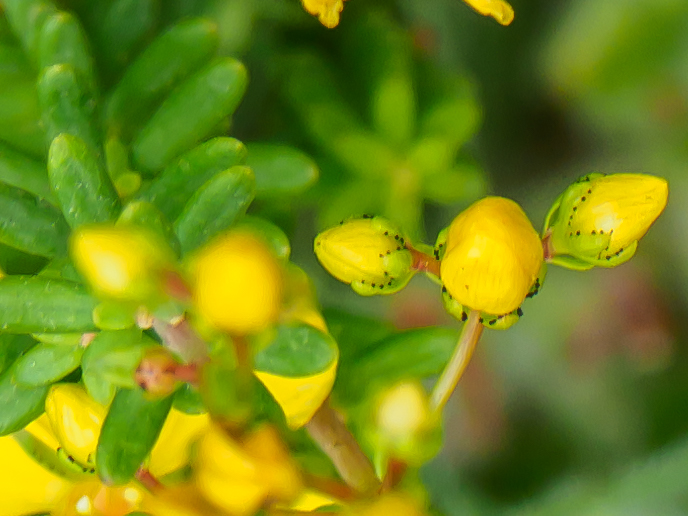
Hypericum empetrifolium: schwarze Drüsen an den Kelchblättern.

## Vorkommen
Das Krähenbeerenblättrige Johanniskraut ist eine ostmediterrane Art. Es kommt auf den Inseln der mittleren und südlichen Ägäis, auf dem Peloponnes, dem östlichen Mittel-Griechenland, entlang der türkischen Ägäisküste und in der Cyrenaika vor. Schon außerhalb des geschlossenen Areals liegen die Vorkommen auf den ionischen Inseln Lefkada, Kephallonia und Zakinthos sowie auf der Halbinsel Chalkidike. Vereinzelte Fundpunkte liegen in Nord-Albanien und in Nord-Zypern.
Die Art wächst in Kiefernwäldern, Phrygana und Felsspalten auf Kalk in Höhenlagen von 0 bis 2300 Meter.

## Systematik
Das Krähenbeerenblättrige Johanniskraut gehört zur Sektion Coridium.
Auf Kreta kommen neben der weit verbreiteten Typus-Unterart zwei weitere endemische Unterarten vor:
- Hypericum empetrifolium subsp. empetrifolium ist ein Kleinstrauch mit aufrechten Ästen. Die Blätter sind 7 bis 11 Millimeter lang und schmal. Die Blütenstände sind 8- bis 40-blütig. Die Blüten sind groß. Die Unterart wächst meist auf kalkarmen Böden in Macchien, Phrygana und lichten Wäldern in Höhenlagen von 0 bis 1200 Meter.
- Hypericum empetrifolium subsp. tortuosum (Rech.f.) I.Hagemann ist ein Spalierstrauch mit dem Boden angedrückten, stark verholzten Ästen. Die Blätter sind genähert und 2 bis 3 Millimeter lang. Die Blütenstände sind meist ein-,  selten bis 4-blütig. Die Unterart ist auf Kreta endemisch und wächst auf Kalkböden in Igelpolsterheiden, Bergwäldern und auf Dolinenböden in Höhenlagen von 1400 bis 2300 Meter.
- Hypericum empetrifolium subsp. oliganthum (Rech.f.) I.Hagemann ist ein kissenförmiger, vielschichtig verzweigter Zwergstrauch. Die Blätter sind 4 bis 6 Millimeter lang. Die Blütenstände sind 4 bis 7-blütig. Die Unterart ist auf Kreta endemisch und wächst in Felsspalten, Phrygana und Kiefernwäldern in Höhenlagen von 0 bis 1450 Meter.

## Belege
- Isolde Hagemann: On subspecific taxa of Hypericum empetrifolium (Hypericaceae) from Crete. In: Plant Systematics and Evolution. Band 155, Nr. 1–4, 1987, S. 165–187, DOI:10.1007/BF00936297.
- Ralf Jahn, Peter Schönfelder: Exkursionsflora für Kreta. Mit Beiträgen von Alfred Mayer und Martin Scheuerer. Eugen Ulmer, Stuttgart (Hohenheim) 1995, ISBN 3-8001-3478-0, S. 193.